# Thomas Ernst Josef Wiedemann
Thomas Ernst Josef Wiedemann (Karlsruhe, 14 mei 1950 - Nottingham, 28 juni 2001) was een Duits-Britse oudhistoricus en classicus.

## Leven
Thomas Wiedemann kwam op 14 mei 1950 in Karlsruhe als zoon van een halfjoodse vader ter wereld. Zijn vader Heinrich had het geluk gehad niet naar een werkkamp in het oosten te zijn gestuurd, waarna hij wist onder te duiken bij een katholieke priester en hierdoor de oorlog te overleven. Na de oorlog woonde het gezin nog een tijdje in Baden, maar zou in 1953 naar Londen verhuizen. In Engeland zou zijn vader bij de BBC aan de slag gaan.
Wiedemann genoot een opleiding aan de Finchley Catholic Grammar School (Wiedemann was een overtuig katholiek), waarop hij aan het Hertford College van de universiteit van Oxford een studie van de klassieken aanving. Hij zou na deze studie met succes te hebben beëindigd nog twee jaar als postgraduate bezig blijven met onderzoek. Nadat hij een jaar (1975-1976) als onderzoeker aan het Warburg Institute (universiteit van Londen) in Londen had gewerkt, werd Wiedemann in 1976 aangeworven door het departement klassieke studies van de universiteit van Bristol. Hij zou in 1985 Margaret Hunt huwen, met wie hij twee zonen en een jong gestorven dochter had.
Voor zijn onderzoek, dat uiteindelijk zou leiden tot een boek getiteld Adults and Children in the Roman Empire (1989), zou hij in 1987 de Croom Helm Ancient History Prize ontvangen alsook een doctoraat van de universiteit van Bristol (hoewel hij dit niet direct had geambieerd). Hij zou negentien jaar lang aan deze universiteit verbonden blijven, waar hij vanaf 1992 doceerde over de geschiedenis van het Romeinse Rijk. Hij zou aan het departement klassieke studies vooral de component oude geschiedenis uitbreiden. Hij zou ook twee keer als docent voor zes maanden aan de universiteiten van Freiburg en Eichstatt verbonden zijn. In 1995 maakte hij een onverwachtse overstap naar universiteit van Nottingham als professor Latijn, waar hij vanaf 1997 ook departementshoofd klassieke studies zou zijn.

## Onderzoek
Wiedemanns onderzoek richtte zich vooral op de Romeinse geschiedenis en dan vooral op het sociale aspect en "marginalere" groepen, zoals blijk uit titels als Greek and Roman Slavery: A Sourcebook (1981), The Roman Household (1991, samen met Jane Gardner) en Emperors and Gladiators (1992), alsook zijn doctoraat Adults and Children in the Roman Empire. Vanuit zijn interesse voor slavernij doorheen de geschiedenis richtte hij in 1998 het International Centre for the History of Slavery (ICHOS, nu Institute for the Study of Slavery of ISOS geheten) op te Bristol. Hij had ook een interesse voor wat hij "de klassieke traditie" ("the classical tradition") noemde en tegenwoordig als "receptie van de oudheid" wordt aangeduid. Vooral de manier waarop de oudheid in de moderne historiografie was gerecepteerd (o.a. Joseph Vogts Sklaverei und Humanität im klassischen Griechentum en Theodor Mommsens Römische Geschichte). Ook over de Romeinse politieke geschiedenis schreef Wiedemann enkele kleinere werken: The Julio-Claudian emperors: AD 14-70 (1989) en Cicero and the end of the Roman Republic (1994).